# Centrolene huilense
Centrolene huilense е вид жаба от семейство Centrolenidae.

## Разпространение
Видът е разпространен в Колумбия.